# Хоомей

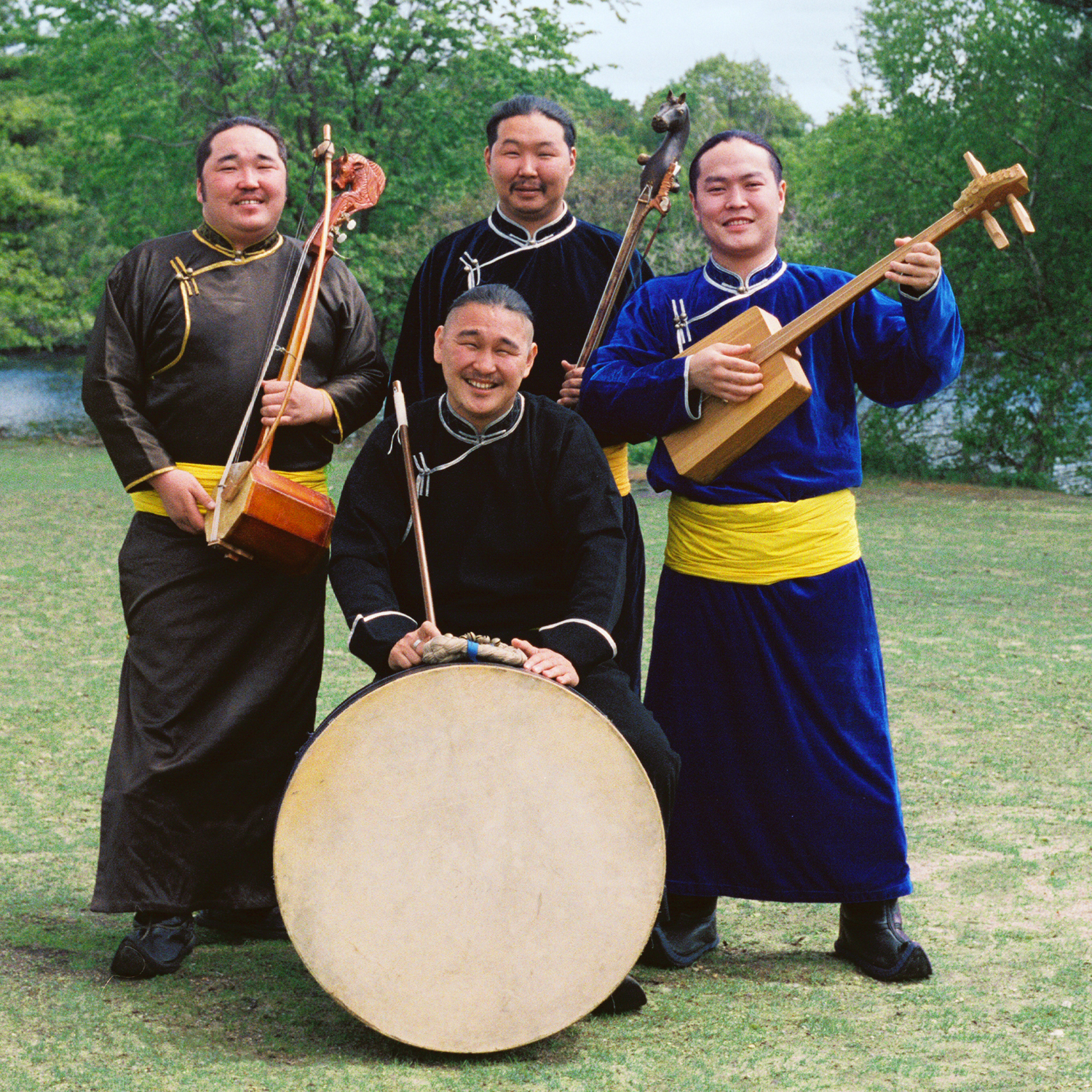
Группа «Алаш», исполняющая хоомей

Хоомей (с тув. досл. «гудеть» ) — общеупотребительное название тувинского горлового пения (тув. Хөөмей), а также монгольского горлового пения (монг. Хөөмий).
Термин «хоомей» употребляется как в качестве общего названия тувинского горлового пения, так и для обозначения одного из основных его стилей.
Хоомей — один из пяти основных приемов тувинского народного горлового пения. Для наименования именно тувинской техники звукоизвлечения используется научный термин — хоректээр («петь грудью»). Уникальность этого искусства заключается в том, что исполнитель извлекает сразу две, а иногда даже три ноты одновременно, образуя таким образом своеобразное многоголосное соло.

## Легенда о происхождении
О происхождении горлового пения говорится в одной из древних легенд: «Юноша-сирота жил в одиночестве у подножия скалы, от которой шло многолосное эхо по всей окрестной долине. В результате движения струй воздуха под большим напором получалось гудение между скалами как от дуновения ветра, так и от человеческого голоса. Однажды юноша сидел и издавал звуки, подражая гудению скалы. Ветер донес этот звук до людей, и они назвали это пение хоомей».